# Соловецки острови
Соловецките острови (на руски: Соловецкие острова) са група острови, разположени в югозападната част на Бяло море, на входа на Онежка губа, като административно принадлежат към Архангелска област на Русия. Площ 347 km2. Състоят се от 6 по-големи (Соловецки 246 km2, Анзерски 47 km2, Голяма Муксалма 17 km2, Голям Заешки 1,25 km2, Малък Заешки 1,02 km2 и Малка Муксалма 0,57 km2) и около 100 малки острови и скали. Бреговата им линия е силно разчленена. Изградени са от гранити и гнайси. Релефът е хълмист с максимална височина 107 m. Голяма част от тях са покрити с борово-смърчови гори, които са частично заблатени. Има значително количество малки езера, част от които изкуствено са съединени с канали.
Около 1425 г. на островите и основан един от най-големите руски манастири – Соловецкия манастир. От 1923 г. до 1939 г. островите са били част от ГУЛАГ в Русия. От 1974 г. Соловецките острови са държавен историко-архитектурен и природен музей-резерват. .

## Топографски карти
- Лист от карта Q-36-XXIX,XXX Кемь. Мащаб: 1 : 200 000. Указать дату выпуска/состояния местности.
- Лист от карта Q-37-XXV, XXVI.